# Krîjanivka (Konopleane), Berezivka
Krîjanivka (în ucraineană Крижанівка) este un sat în comuna Konopleane din raionul Berezivka, regiunea Odesa, Ucraina.

## Demografie
Componența lingvistică a localității Krîjanivka
     Ucraineană (92,73%)
     Rusă (5,45%)
     Alte limbi (0,61%)
Conform recensământului din 2001, majoritatea populației localității Krîjanivka era vorbitoare de ucraineană (92,73%), existând în minoritate și vorbitori de rusă (5,45%) și găgăuză (1,21%).